# Garvagh
Garvagh (Iers: Garbhachadh) is een plaats in het Noord-Ierse County Londonderry. Garvagh telt 1278 inwoners. Van de bevolking is 74% protestant en 25% katholiek.

## Referenties

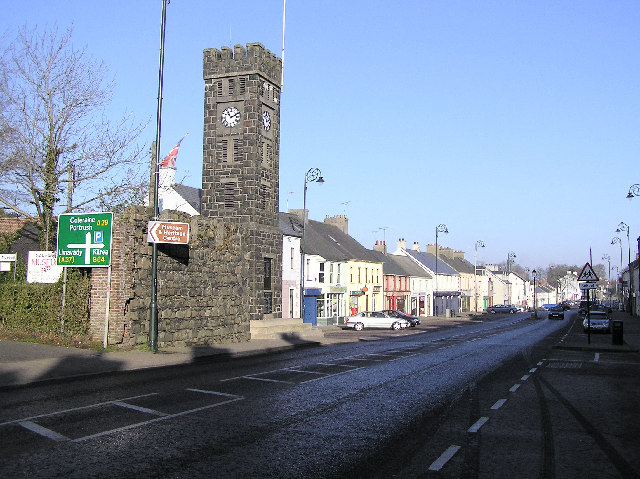
Garvagh